# HMS D1
HMS D1 – brytyjski okręt podwodny typu D. Zbudowany w latach 1907–1908 w Vickers, Barrow-in-Furness, gdzie okręt został wodowany 6 maja 1908 roku. Rozpoczął służbę w Royal Navy 1 września 1909 roku. Pierwszym dowódcą został Lt. Cdr. C. Little. Był to pierwszy brytyjski okręt podwodny wyposażony w silniki wysokoprężne.
W 1914 roku D1 stacjonował w Harwich przydzielony do Ósmej Flotylli Okrętów Podwodnych (8th Submarine Flotilla) pod dowództwem Lt. Cdr. Archibald D. Cochranea. 
W 1916 roku wszedł w skład 3 Flotylli Okrętów Podwodnych stacjonującej w Immingham.
23 października 1918 roku okręt został zatopiony jako statek-cel.